# Carl E. Rosenius

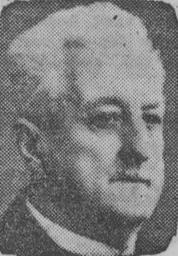
Carl Rosenius

Carl Erik Rosenius, född 4 april 1869 i Stockholm, död 12 juli 1942 i Helsingborg, var en svensk arkitekt.

## Biografi

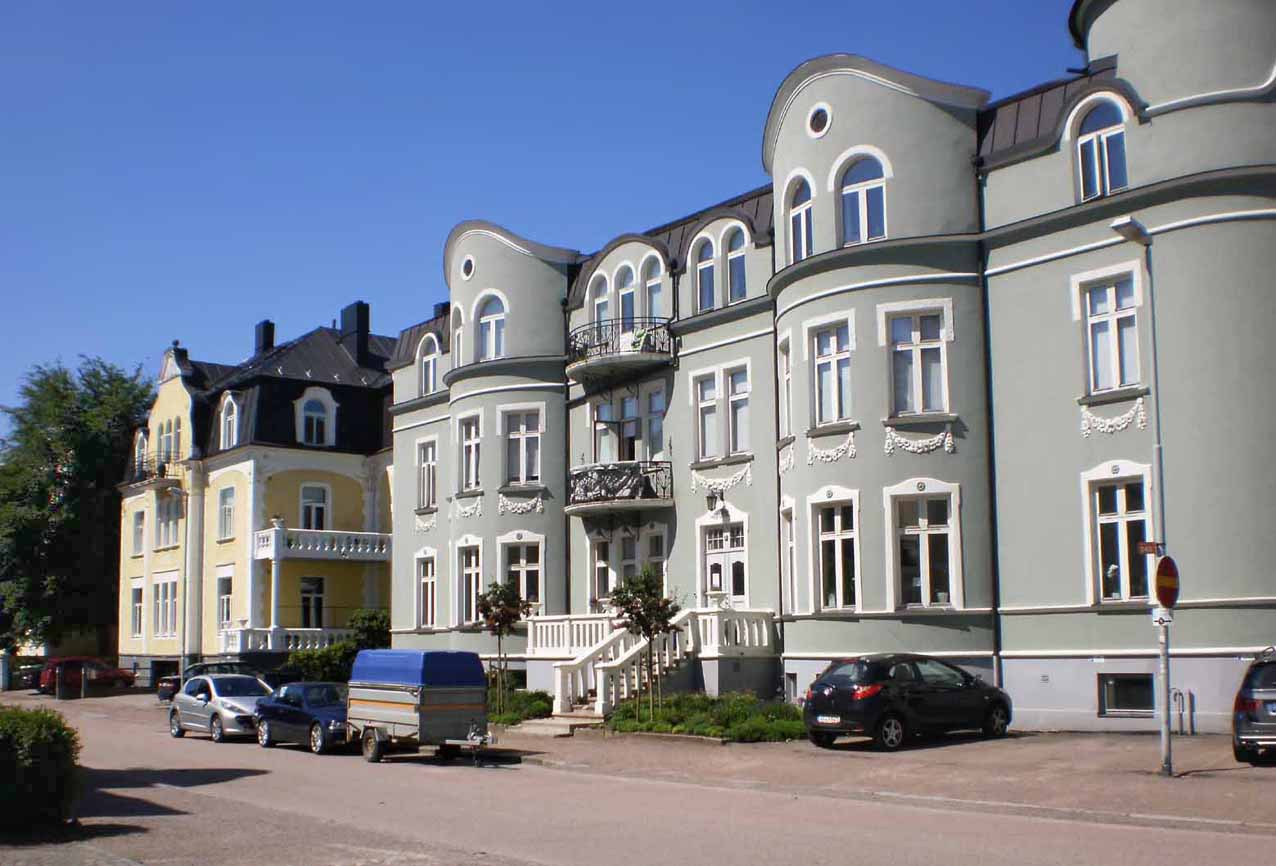
Två av villorna i Fågelkvarteren på Olympia, "Villa Gunnar" och "Villa India", som troligen ritats av Carl E. Rosenius.

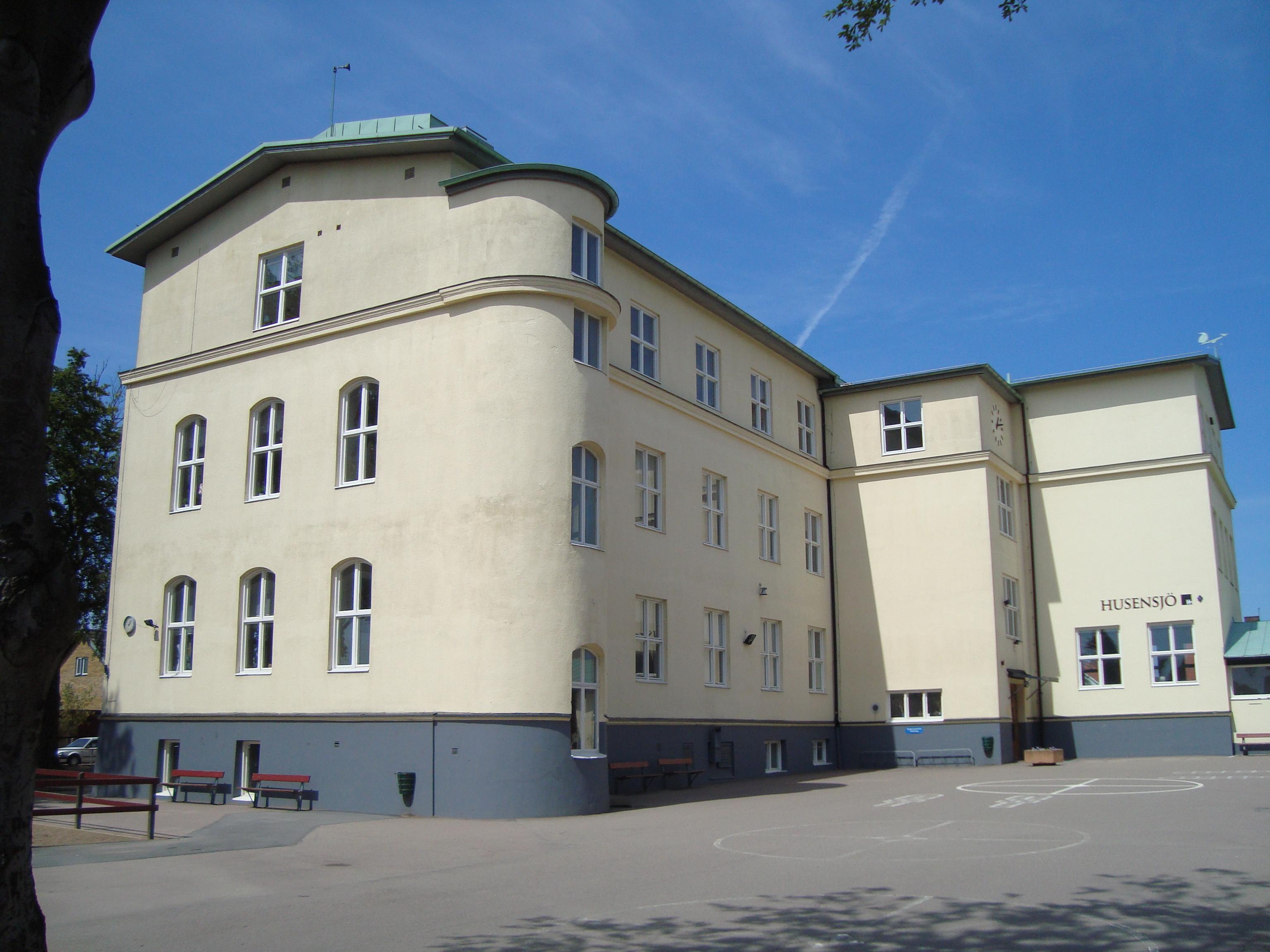
Husensjöskolan

Rosenius föddes 4 april 1869 i Maria Magdalena församling i Stockholm som son till civilingenjören Carl David Rosenius och hans hustru Hulda Mathilda Ulrika Öhman. Fadern var son till den kände väckelsepredikanten Carl Olof Rosenius.
Efter skolgång vid Norra Latin utbildade Carl E. Rosenius sig vid Tekniska skolan i Stockholm (sedermera Konstfack) och avlade där examen som byggnadsingenjör 1888. Därefter vistades han i Tyskland och Danmark under nio år och arbetade bland annat som arkitekt och byggnadsledare hos byggnadsfirman F. A. Schmitt i Altona. Under denna tid ledde han bland annat byggandet av exportslakteriet i Silkeborg samt järnvägsbron över Weser i Bremen.
År 1897 återvände han till Sverige och var under ett års tid anställd vid Riksdagshusets arkitektbyrå. Därefter bodde han en tid i Örebro innan han 1901 kom till Helsingborg och fick anställning hos byggmästaren Anders P. Retzner. År 1903 startade han verksamhet som byggmästare i Helsingborg. Två år senare började han även med arkitektverksamhet i samma stad. Arkitektverksamheten kom snabbt att dominera och han verkade inom detta yrke fram till sin död i Helsingborg 12 juli 1942. Rosenius är gravsatt vid Helsingborgs krematorium.

## Byggnadsverksamhet
När Rosenius startade byggnadsverksamhet i Helsingborg 1905 var byggnadsverksamheten där mycket livlig med flera nya stadsdelar som Eneborg/Högaborg, Olympia och Tågaborg under utbyggnad. Han fick snabbt många uppdrag att rita flerbostadshus, inte minst på Tågaborg och Olympia. Hans popularitet berodde med stor sannolikhet på att han ritade byggnader i dåtidens modestil, jugendstil. Byggnaderna från de första fem åren av hans verksamhet kännetecknas av fasader företrädesvis i puts, dekor i jugendstil (fönsteromfattningar med mjukt svängda krön, festonger och annan växtbetonad dekor), rektangulära eller mjukt rundade burspråk och hörntorn med svungna tornhuvar samt fönster med småspröjsade ovanbågar.
Efter att huvudsakligen ritat bostadshus fick han 1909 uppdraget att formge Raus församlings två nya folkskolor på Husensjö respektive Norrehed. Husensjöskolan uppfördes redan året därpå i utpräglad jugendstil medan det kom att dröja till början av 1920-talet innan Norrehedsskolan uppfördes. Då hade ritningarna hunnit omarbetas flera gånger och byggnadsstilen var nu nationalromantisk med tegelfasader och branta mansardtak.
Utvecklingen av Rosenius byggande från jugendstil till nationalromantik skedde successivt under 1910-talet. Parallellt övergick han från att rita flerbostadshus till att huvudsakligen rita villor och industribyggnader. Materialmässigt använde han sig framöver av fasader av såväl puts som tegel medan dekoren blev mer och mer sparsmakad. De småspröjsade ovanfönstren fanns kvar ända fram till 1920-talets början då hans arkitektur steg för steg övergick till renodlad 1920-talsklassicism.
Från 1920-talets slut fram till sin död 1942 ritade han endast ett fåtal nybyggnader. En av de sista av detta slag var en liten egnahemsvilla på Eskilsminne, Skiftet 8 med adress Lantmätaregatan 29. Den ritade han 1934 som en ”bungalow” i renodlad funkisstil.

### Jugendvillor i Fågelkvarteren på Olympia
Enligt familjenotiser i lokala dagstidningar ritade Rosenius "flertalet av villorna på Olympia". Villorna som åsyftas bör vara de stora jugendvillor som uppfördes i de s.k. Fågelkvarteren på Olympia under 1900-talets första decennium. Tyvärr saknas nybyggnadsritningar för de flesta av dessa villor, så det är oklart vem som ritade dem. Vid stilmässiga jämförelser med Carl E. Rosenius samtida byggnader på andra håll i Helsingborg kan man konstatera att åtminstone nio av villorna i Fågelkvarteren med stor sannolikhet ritats av honom:
- Lärkan 1, Hövitsmansgatan 5-Magnus Erikssons gata 6, "Villa India", uppförd 1906
- Lärkan 2, Hövitsmansgatan 3, "Villa Gunnar", uppförd 1906–1907
- Staren 10, Hövitsmansgatan 8, "Villa Ophier", uppförd 1906–1907
- Staren 11, Hövitsmansgatan 6, "Villa Hilma", uppförd 1906–1907
- Vipan 19, Hövitsmansgatan 14, "Villa Manghill", uppförd 1906–1907
- Ärlan 1, Hövitsmansgatan 7, "Villa Doris", uppförd 1905
- Ärlan 11, Östra Vallgatan 20, "Villa Svanen", uppförd 1906–1907
- Ärlan 17, S:t Pedersgatan 8-Östra Vallgatan 24, "Villa Framnäs", uppförd 1906–1909
- Ärlan 18, Östra Vallgatan 18, "Villa Odina", uppförd 1906–1907

## Verkförteckning
Rosenius kända byggnadsverk är huvudsakligen koncentrerade till Helsingborg. Nedan följer en lista över hans mest betydande verk, sorterade efter året för ritningarnas upprättande, med angivande av fastighetsbeteckning, gatuadress, eventuellt namn på byggnaden ifråga, typ av projekt, beställare samt byggnadsår. Om inget annat anges är källan bygglovshandlingar i Helsingborgs stadsarkiv.

### Helsingborg
1905:
- Amerika södra 16, Furutorpsgatan 38. Nybyggnad av affärs- och flerbostadshus åt bryggaren Olof P. Henning. Uppfört 1906.

1906:
- Planteringen stadsäga 72, Sandviksgatan 20, 20A. Nybyggnad av flerbostadshus åt timmermästaren B. Nilsson. Uppfört ca 1907–1909, rivet.
- Salvator 1, Karl X Gustavs gata 26-Tågagatan 34. Nybyggnad av affärs- och flerbostadshus åt byggmästaren Martin Nilsson. Uppfört 1906–1907.
- Wismar 16, Karl X Gustavs gata 16-Föreningsgatan 15. Nybyggnad av affärs- och flerbostadshus åt målarmästaren Henning Åström. Uppfört 1906–1907.

1907:
- Fortuna 18, Aschebergsgatan 2-Karl X Gustavs gata 34. Nybyggnad av affärs- och flerbostadshus åt byggmästaren Bengt Tellander. Uppfört 1907–1908.
- Morgonstjärnan 2, Wrangelsgatan 24. Nybyggnad av flerbostadshus åt muraren Carl J. Rosberg. Uppfört 1908, rivet.
- Morgonstjärnan 3, Wrangelsgatan 26. Nybyggnad av flerbostadshus åt snickaren Carl Henrik Hansson. Uppfört 1908, rivet.
- Violen 3, F. M. Franzéns gata 18, "Villa Monica". Nybyggnad av flerbostadsvilla åt byggmästarna Bror Isaksson och Carl W. Lundström. Uppförd 1907–1909[8].

1909:
- Lydia 1, Kalmargatan 23, "Husensjöskolan". Nybyggnad av skolbyggnad åt Raus församling. Uppförd 1910.
- Närdingen 2, Coyetsgatan 4. Nybyggnad av enbostadshus åt fiskaren Hans Peter Nilsson. Uppfört ca 1910.
- Nätet 32, Långgatan 35, "Corner House". Till- och ombyggnad av enbostadshus åt kaptenen Lars Th. Nilsson. Utförd ca 1909.
- Wismar 10, Erik Dahlbergs gata 17-Brommagatan 24. Nybyggnad av industribyggnad åt Bageriföreningen Garanti u.p.a. Uppförd 1910, riven 1981.
- Åran 1, Kustgatan 1, "Råå södra skola". På- och ombyggnad av skolbyggnad åt Raus församling. Utförd ca 1909.

1912:
- Räven 1, Köpingevägen 31, "Villa Waldemar". Nybyggnad av tvåbostadsvilla åt vulkaniseraren Alfred Johansson. Uppförd 1913.

1913:
- Delfinen 16, Nedre Långvinkelsgatan 5-Norra Strandgatan 30. På- och ombyggnad av affärs- och flerbostadshus åt smedmästaren Anders Jönsson. Utförd 1914.
- Hallen 3, Pålsgatan 29. Nybyggnad av flerbostadshus åt fröken Anna Jönsson. Uppfört 1913–1914, rivet.

1916:
- Blåklockan 13, Randersgatan 26, "Villa Nyhaga". Nybyggnad av enbostadsvilla åt disponenten Aug. Jönsson. Uppförd 1916–1917
- Kikaren 14, Rååvägen 26. På- och ombyggnad av affärs- och flerbostadshus åt handlanden Emil Holm. Utförd ca 1916.
- Näktergalen södra 10, Farmgränden 4, "Villa Fredshög". Nybyggnad av enbostadsvilla åt handlanden Carl J. Froyck. Utförd 1916–1917.

1917:
- Sachsen 20, Södergatan 82. Nybyggnad av industribyggnad åt disponenten Theodor Bernstone. Uppförd 1918–1919, riven.

1918:
- Portugal 9, Östra Sandgatan 9-Kvarnstensgatan 7. Nybyggnad av industribyggnad åt Otto Lion & Co. Uppförd ca 1919.

1919:
- Bollbro 18, Södergatan 18. Ombyggnad av samlingsbyggnad till affärs- och flerbostadshus åt Aug. Jönsson. Utförd ca 1919–1920.

1920:
- Barden 2, Humlegårdsgatan 4. Nybyggnad av enbostadsvilla åt banvakten Johannes Persson. Uppförd ca 1922.
- Ljuset 4, Planteringsvägen 139-Koppargatan 8, "Norrehedsskolan". Nybyggnad av skolbyggnad åt Hälsingborgs stad. Uppförd 1921–1922, riven.
- Vesslan 7, Värmlandsgatan 1. Nybyggnad av enbostadsvilla åt arbetsförmannen Georg Carlsson. Uppförd ca 1921.
- Ärlan 10, Östra Vallgatan 22. Nybyggnad av enbostadsvilla åt stationsskrivaren Carl Ramner. Uppförd 1922.

1921:
- Dadeln östra 14+15, Rönnegatan 2. Till-, på- och ombyggnad av enbostadsvilla åt fru Caroline Rosenius. Utförd 1922–1923.[9]

1922:
- Apelsinen 4, Industrigatan 65. Nybyggnad av tvåbostadsvilla åt konstruktören Nils Kastberg. Uppförd 1924.[10]
- Sjöhästen 5, Rååvägen 35. På- och ombyggnad av affärs- och flerbostadshus åt Råå Handelsförening AB. Utförd ca 1922.

1923:
- Jasminen 2, Pålsjögatan 53, "Villa Bagatell". Nybyggnad av enbostadsvilla åt verkmästaren Johan Schumacher. Uppförd ca 1924.

1924:
- Apelsinen 12, Furugatan 14. Nybyggnad av tvåbostadsvilla åt byggnadsarbetaren Karl Nilsson. Uppförd 1924–1925.[11]
- Apelsinen 17, Furugatan 4. Nybyggnad av tvåbostadsvilla åt skomakaren Knut L. Flygare. Uppförd 1924.[11]
- Falken 2, Michael Löfmans gata 9B. Nybyggnad av flerbostadshus åt fru Hedvig Persson. Uppfört 1926–1927.
- Pelikanen 6, Kompanigatan 17. Nybyggnad av enbostadsvilla åt lagerförmannen Fritz Jönsson. Uppförd 1924, riven.
- Sippan 18, Wienergatan 8. Nybyggnad av tvåbostadsvilla åt snickaren August Bengtsson. Uppförd 1924–1925, riven.
- Tallkotten 11, Planteringsvägen 58. Nybyggnad av enbostadsvilla åt fru Hilda Jönsson. Uppförd 1924.[12]

1925:
- Jordgubben 6, Rönnegatan 19, "Villa Centra". Nybyggnad av tvåbostadsvilla åt snickaren Carl M. Hansson och fru Ragnhild Hansson. Uppförd 1925.[13]

1928:
- Maskrosen 2, Erik Dahlbergs gata 73, "Villa Rosenborg". Nybyggnad av enbostadsvilla åt fastighetsägaren Gustav Lindström. Uppförd 1929.
- Minerva 30, Södra Storgatan 33, 35. Påbyggnad av affärs- och flerbostadshus åt fabrikören Oscar Th. Mandahl. Utförd ca 1928.

1929:
- Falken 5, Kompanigatan 12. Nybyggnad av flerbostadshus åt fru Hedvig Persson. Uppfört 1929.

1934:
- Skiftet 8, Lantmätaregatan 29. Nybyggnad av enbostadsvilla åt fabriksarbetaren John Persson. Uppförd 1934, riven.